# Lenič
Lenič je priimek več znanih Slovencev:

## Znani nosilci priimka
- Jože Lenič (*1965), geograf, politik, gospodarstvenik
- Jože Lenič (1922—2012), strokovnjak za lesarstvo, univ. prof.
- Luka Lenič (*1988), šahovski velemojster
- Stanislav Lenič (1911—1991), ljubljanski pomožni škof